# Der Tänzer auf den Stufen
Der Tänzer auf den Stufen (englischer Originaltitel Stormy Weather) ist ein amerikanischer Musikfilm aus dem Jahr 1943, der von 20th Century Fox produziert und veröffentlicht wurde. Der Film war eines von zwei Hollywood-Musicals mit afroamerikanischen Darstellern im Jahr 1943, das andere war Ein Häuschen im Himmel. Der Film gilt als eine der wichtigsten Darbietungen von einigen führenden afroamerikanischen Schauspielern der damaligen Zeit, in der schwarze Schauspieler und Sänger nur selten in Hauptrollen von Mainstream-Hollywood-Produktionen auftraten.

## Überblick

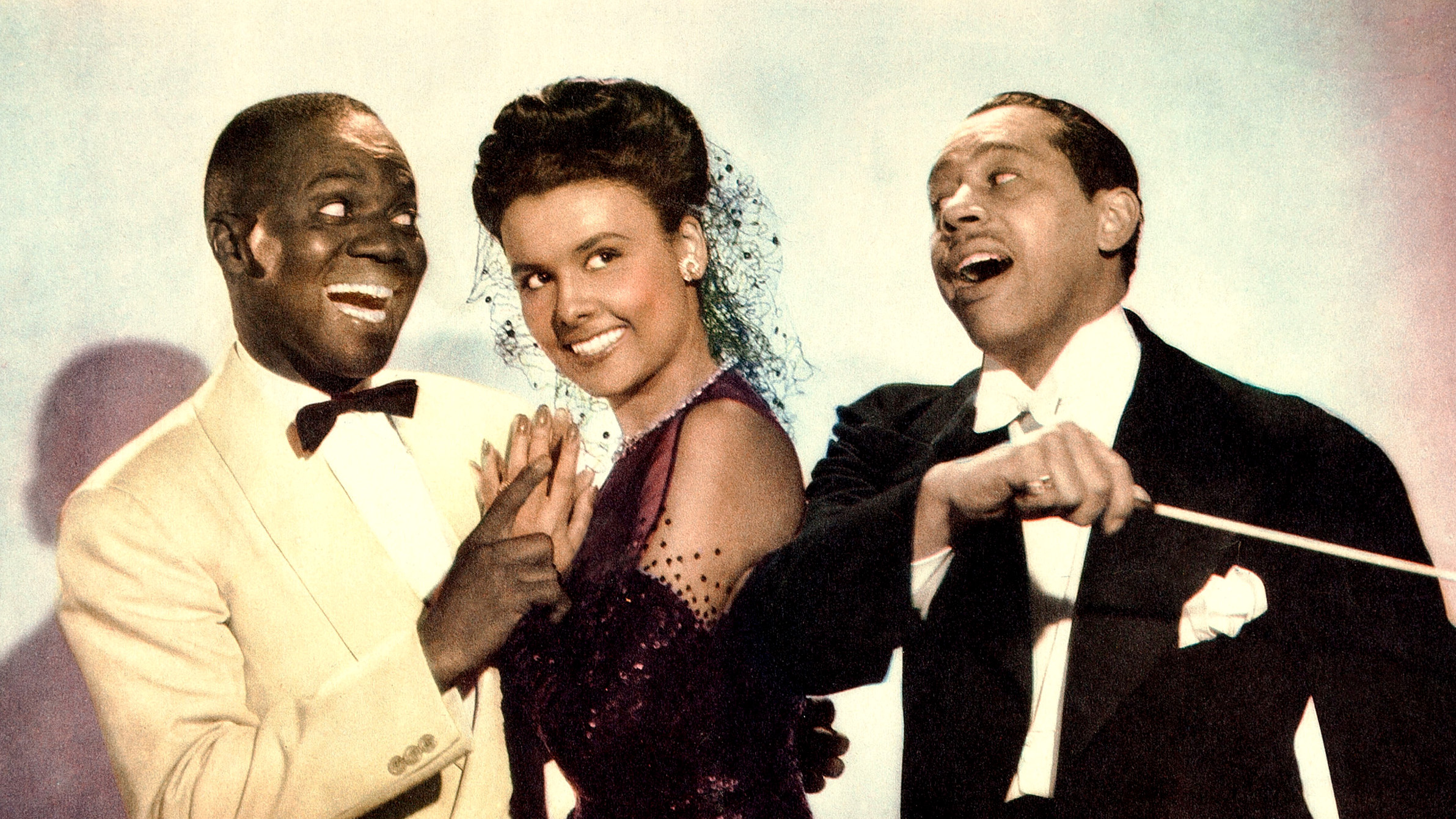
Von links nach rechts: Bill Robinson als Bill Williamson, Lena Horne als Selina Rogers und Cab Calloway als er selbst.

Der Originaltitel Stormy Weather wurde vom gleichnamigen Lied von Harold Arlen und Ted Koehler übernommen, das fast eine Stunde lang im Film gespielt wird. Der Film basiert lose auf dem Leben des Stepptänzers Bill Robinson, der gleichzeitig die Hauptrolle Bill Williamson verkörpert. Williamson ist ein talentierter Tänzer, der 1918 nach dem Ersten Weltkrieg nach Hause kommt und versucht, eine Karriere als Darsteller zu verfolgen. Auf dem Weg dorthin lernt er eine schöne Sängerin namens Selina Rogers (Lena Horne) kennen. Die Rolle der Selina Rogers wurde für den Film erfunden, im realen Leben hatte Robinson keine solche Beziehung. Dooley Wilson spielt die Rolle als Bill Williamsons ständig bankrotter Freund und Emmet „Babe“ Wallace spielt den Manager Chick Bailey, der um Selina Rogers Hand kämpft.
Weitere Darsteller sind Cab Calloway und Fats Waller, die beide als sie selbst auftreten, die Nicholas Brothers, der Komiker Flournoy Miller, die Sängerin Ada Brown und Katherine Dunham mit ihrer Tanztruppe. Trotz der kurzen Laufzeit von 77 Minuten enthält der Film rund 20 Musikstücke. Er war Robinsons letzter Film, er starb 1949. Waller starb nur wenige Monate nach Veröffentlichung.
Zu den musikalischen Höhepunkten gehören Fats Wallers Performance von Ain’t Misbehavin’, die Aufführung von Cab Calloways Jumpin’ Jive mit einer Tanzsequenz der Nicholas Brothers und ein längerer Tanzauftritt um den Titelsong mit Gesang von Lena Horne und Tanz von Katherine Dunham. Horne tritt ebenfalls in mehreren Tanznummern mit Robinson auf. Es war eine ihrer wenigen Auftritte außerhalb von MGM und einer von nur zwei Filmen der 1930er bis 1940er, in denen sie eine substanzielle Rolle spielte. Ford Dabney war ein musikalischer Berater für den Film.
Der Film wurde von Frederick J. Jackson, Ted Koehler und H. S. Kraft nach dem Buch von Jerry Horwin und Seymour B. Robinson verfilmt. Die Regie führte Andrew L. Stone. Die ursprünglichen Filmkopien wurden im Sepiaton entwickelt. Im Jahre 2001 wurde der Film für das National Film Registry der Library of Congress als kulturell historisch oder ästhetisch bedeutsam ausgewählt. Er wurde 2005 in Nordamerika auf DVD veröffentlicht.

## Soundtrack
Der Soundtrack wurde von 20th Century Fox unter der Referenz 7822-11007 auf CD herausgebracht, während Sunbeam Records ihn 1976 auf Vinyl veröffentlichte. Die CD enthält Good For Nothin’ Joe, gesungen von Lena Horne, das nicht im Film vorkommt. Weitere Lieder sind: Benny Carter war musikalischer Co-Leiter und Arrangeur einiger der gespielten Musikstücke.
- Walkin’ the Dog – Orchester
- There’s No Two Ways About Love – Lena Horne
- Cakewalk/Camptown Races/At a Georgia Meeting – Orchester
- Moppin’ and Boppin’ – Fats Waller[4]
- That Ain’t Right – Ada Brown und Fats Waller
- Ain’t Misbehavin’ – Fats Waller
- Diga Diga Doo – Lena Horne
- I Lost My Sugar in Salt Lake City – Mae E. Johnson
- Nobody’s Sweetheart – Orchester
- I Can’t Give You Anything but Love, Baby – Lena Horne, Bill Robinson und andere
- Geechy Joe – Cab Calloway und sein Orchester[5]
- Stormy Weather – Lena Horne
- Stormy Weather Ballet – getanzt von Katherine Dunham und ihrer Tanztruppe
- There’s No Two Ways About Love (erneut) – Cab Calloway, Bill Robinson und Lena Horne
- My, My Ain’t That Somethin’ – Bill Robinson
- Jumpin’ Jive – Cab Calloway und sein Orchester, getanzt von den Nicholas Brothers
- My, My Ain’t That Somethin’ (erneut) – Lena Horne, Bill Robinson und Cab Calloway
- Good-For-Nothin’ Joe – Lena Horne
- Body and Soul – Cab Calloway und sein Orchester

## Rezeption
Shane Vogel interpretiert Lena Hornes und Katherine Dunhams Auftritte von Stormy Weather wie auch Ethel Waters’ Aufführung des Liedes in The Cotton Club Parade of 1933 als afroamerikanische modernistische Kritik an der amerikanischen Kultur.
Fred Astaire teilte den Nicholas Brothers mit, dass ihre Tanzsequenz zu Jumpin’ Jive die größte Filmmusicalnummer war, die er jemals gesehen habe.
Auf Rotten Tomatoes erreichte der Film eine positive Wertung von 95 % basierend auf 41 Rezensionen.

## Auswirkung
Obwohl Der Tänzer auf den Stufen und andere Musicals der 1940er neue Rollen für Afroamerikaner in Hollywood eröffneten, indem sie alte Stereotypen aufbrachen und weit über die eingeschränkten Rollen hinausgingen, die vorher in Racefilmen für ein rein schwarzes Publikum existierten, hält der Film weiterhin Stereotypen aufrecht. Vor allem Musiknummern enthalten Elemente von Minstrel Shows. Bei der Performance eines Cakewalks wurden zum Beispiel Blumenkopfbedeckungen eingesetzt, die an Little-Black-Sambo-Figuren erinnern, die in historischen Fehldarstellungen schwarzer amerikanischer Männer verwendet wurden.